# Chêne rouge d'Amérique
Quercus rubra
Espèce
Classification phylogénétique
Synonymes
- Quercus borealis Michx. f.
- Quercus rubra Duroi

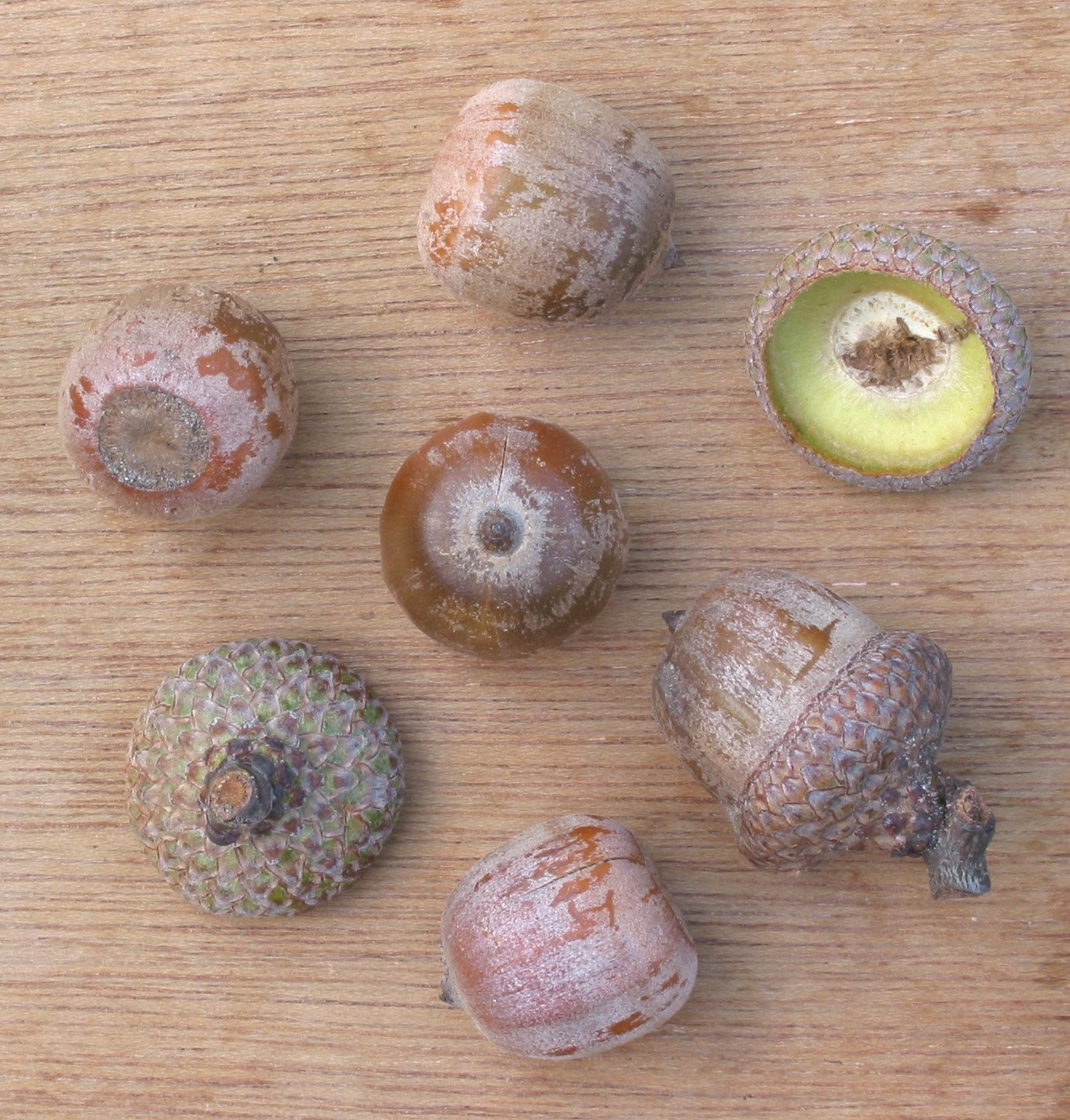
Glands.

Le chêne rouge d'Amérique (Quercus rubra L., syn. Quercus borealis Duroi) est une espèce de plantes à fleurs de la famille des Fagaceae. C'est un arbre appartenant à la section des chênes rouges (Lobatae) du genre Quercus. Il s'agit de l'arbre symbole de l'État du New Jersey et de l’Île-du-Prince-Édouard.
L’espèce est sans doute apparue il y a 7 millions d'années, mais les plus anciennes traces certaines datent d'il y a 7,5 millions d'années.[Passage contradictoire]
Il n'est pas considéré comme envahissant en Europe (Etude CNPF Aura 2023-24)

## Description

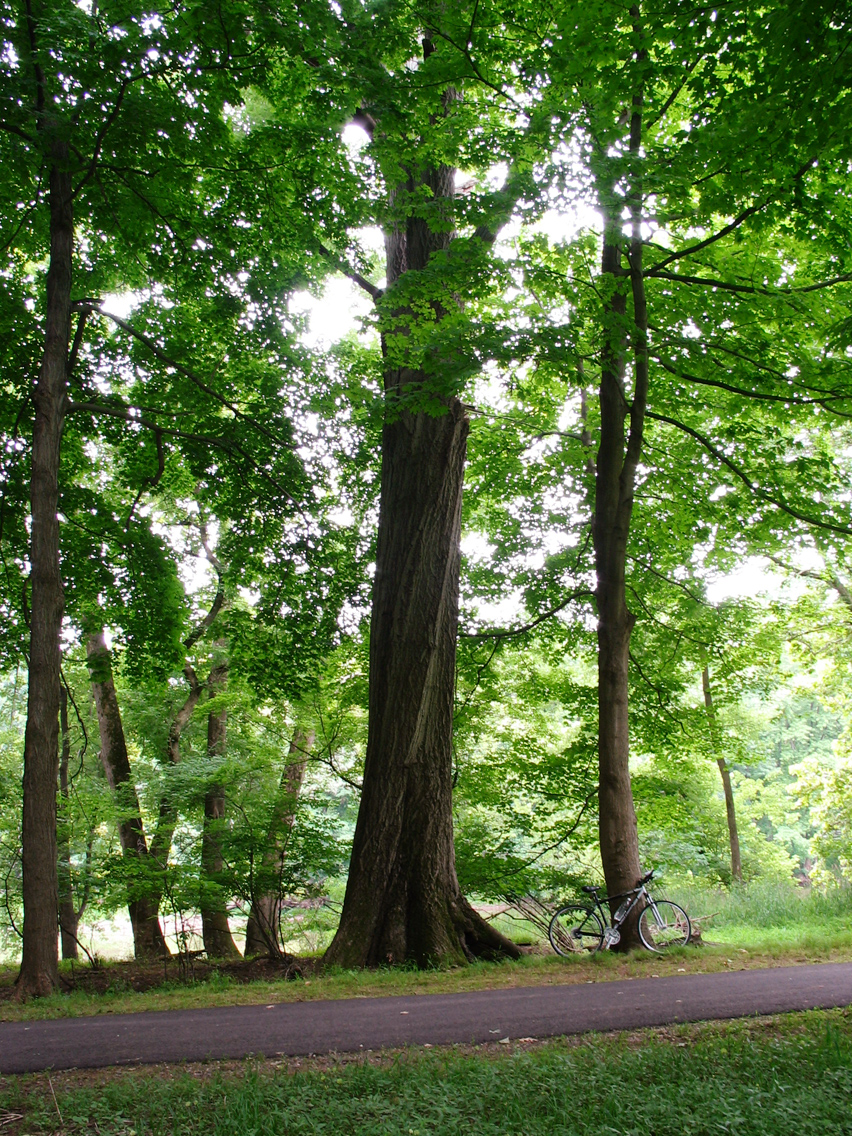
Aspect général.

Le chêne rouge est un arbre caduc monoïque à croissance rapide d'une hauteur moyenne de 20 à 30 m, et dont les meilleurs sujets peuvent atteindre 50 m. Il a une longévité d’environ 200 ans voire 500 ans dans des conditions optimales.
Le tronc est lisse et gris argenté jusqu’à 20-30 ans puis se fissure, les rameaux sont brun rougeâtre. Ses grandes feuilles atteignent de 12 à 22 cm en moyenne, se distinguant de celles des chênes caducs européens par leurs 4 à 5 lobes anguleux à extrémité plus ou moins épineuse. En automne, les feuilles virent au rouge, et se maintiennent sur l'arbre une bonne partie de l'hiver (marcescence).
Il fleurit au printemps (avril-mai) sur les jeunes rameaux de l'année. Les fleurs mâles forment d'assez longs chatons pendants. Les fleurs femelles, groupées par deux, sont petites (2 mm), ovoïdes, rouges et pédonculées.
Les fruits sont des glands brun-rouge d'environ 2 cm à cupule mince et plate très écailleuse ne recouvrant que la base du gland dont la paroi est recouverte d'un fin duvet,. Ils mûrissent sur l'arbre pendant deux ans avant d'arriver à maturité,. C'est pourquoi il est possible de voir en même temps, en été ou en début d'automne, des petites fleurs fermées sur les nouvelles pousses de l'année et des fruits mieux développés sur la tige de l'année précédente.

## Habitat

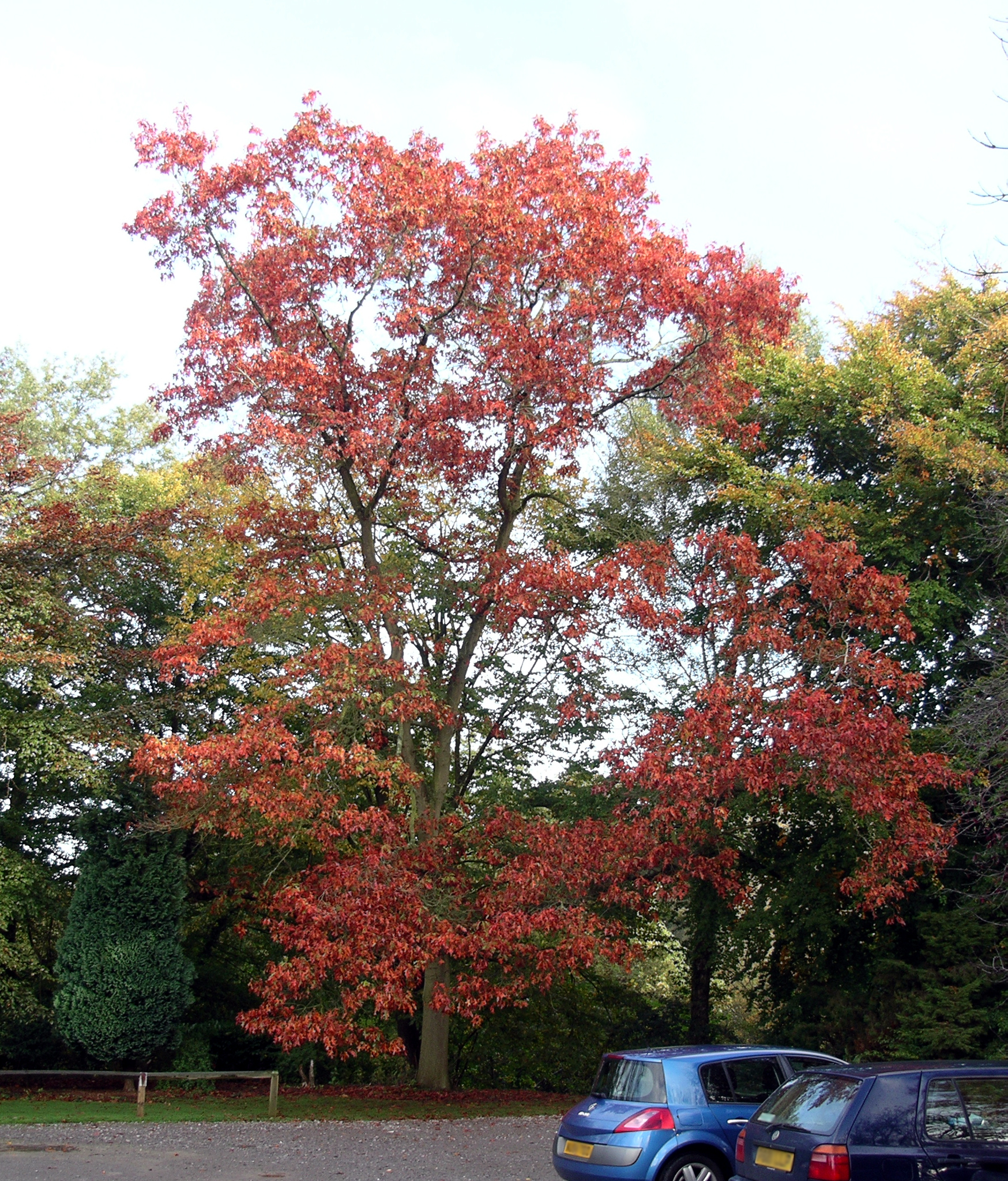
Le chêne rouge avec ses couleurs d'automne.

L’arbre est originaire de l’est de l’Amérique du Nord entre la latitude de 34° nord et le sud du Canada.
Il pousse avec d’autres feuillus comme les frênes, les tilleuls ainsi que d’autres espèces de chênes. Il a besoin de sols profonds. Il a été introduit en Europe dès 1724 et on le trouve aujourd’hui jusqu’au sud de la Scandinavie. En France des spécimens ont été plantés à la fin du XIXe siècle dans l'Arboretum de La Hutte (Vallée de l'Ourche - Vosges) ou à l'arboretum de l'école Du Breuil à Paris. Il en existe également un exemplaire à l'arboretum Georges Martel à Collobrières 83610 (France)

## Culture

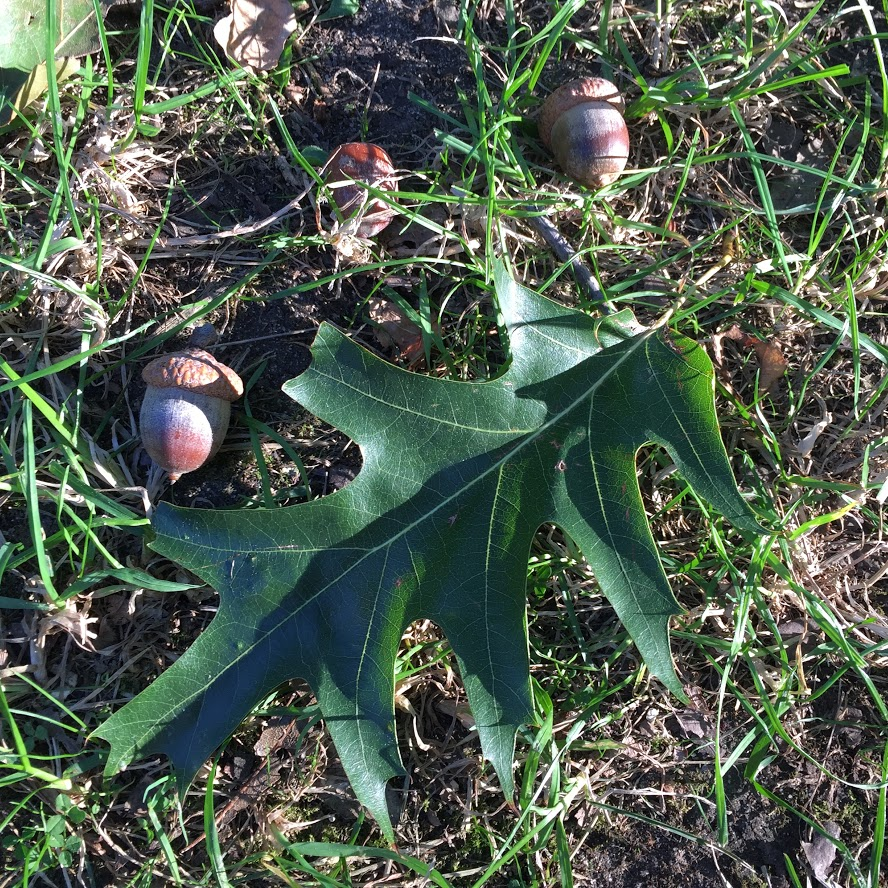
Feuille et glands de chêne rouge.

Le chêne rouge est une essence à croissance rapide (environ 1 m par an les dix premières années en conditions idéales) qui pousse bien même sur terrains siliceux ou venteux. Le chêne rouge préfère les sols légers, même très acides et craint les sols superficiels. Il se développe particulièrement bien dans les zones les plus humides sauf celles présentant des traces d’hydromorphie en surface. Il ne supporte pas le calcaire actif. Le système racinaire du chêne rouge se caractérise par un grand pivot et un chevelu racinaire peu abondant, ce qui explique les difficultés de reprise parfois constatées.
Il supporte bien la mi-ombre les premières années mais apprécie ensuite un bon ensoleillement.
Il résiste mieux que les chênes européens aux grands froids et aux gelées tardives. Il supporte assez bien la pollution atmosphérique et la sécheresse.
Le chêne rouge est très apprécié par les cervidés (abroutissement et frottis).
En sylviculture, on pratique un élagage à intervalles réguliers notamment lors des premières années car le chêne rouge a tendance à produire des fourches qu'il faut supprimer le plus tôt possible.
On exploite le chêne rouge vers 60 ans pour éviter les risques de pourriture du cœur et les dépérissements qui apparaissent fréquemment vers 80 ans. Son accroissement est souvent supérieur à 8 m3/ha/an.
C’est une essence généralement traitée en futaie régulière. Le sous-bois est presque inexistant, soit étouffé par les rejets de souche de cet arbre vigoureux, soit gêné par le tapis formé par ses feuilles dont la décomposition est très lente.
Le chêne rouge d'Amérique produit une glandée importante et peut donc devenir une espèce envahissante qui présente peu d'intérêt pour la faune européenne. En revanche, c'est un arbre de grand intérêt paysager et d'ornement, avec ses feuilles rouges à l'automne.
Matériaux : sables, limons, argiles de décarbonatation (sans calcaire actif).
Espèce mésoxérophile à mésophile, supportant mal l'hydromorphie.

### Pathologie
Le chêne rouge est peu touché par l'oïdium, mais est sensible aux polypores, à l'armillaire et à la collybie. Il est concerné par la maladie de l'encre (phytophthora cambivora et phytophthora cinnamomi), ainsi que par la flétrissure du chêne (Ceratocystis fagacearum). Il peut être sensible aux gélivures par très grand froid (mais moins que le chêne pédonculé). Attention aux blessures car le chêne rouge cicatrise difficilement. Certaines plantes herbacées, comme la molinie, émettent des toxines qui bloquent la croissance des plants de chêne rouge. Un traitement avant plantation peut être conseillé en cas d'envahissement.

## Utilisation

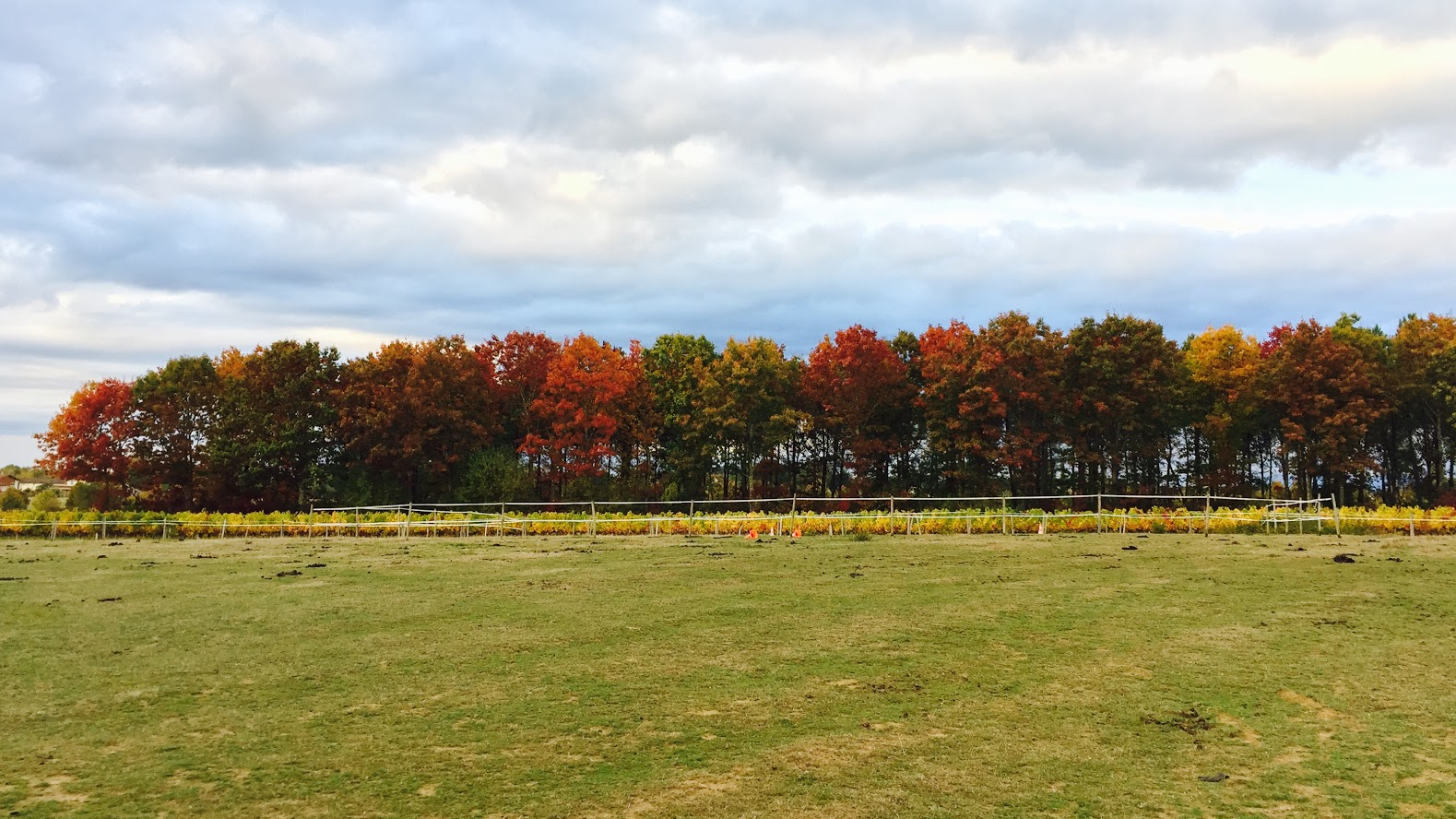
Sylviculture de Quercus rubra en Gironde.

Introduit en Europe dès 1724, il est à l'époque planté pour ses qualités ornementales, en particulier son feuillage automnal. De nos jours, il est de plus en plus utilisé pour le reboisement (car il grandit plus vite que les chênes européens). À la fin des années 1980, 8 à 10 % des plantations de feuillus en France utilisaient le chêne rouge.
Le bois, lourd, à grain serré (moins que les chênes européens cependant), de couleur brun rougeâtre, est utilisé pour les charpentes, la tonnellerie, ainsi qu'en menuiserie et en ébénisterie. Il n'est cependant pas imperméable et ne peut être utilisé que pour la tonnellerie de denrées sèches (thylles peu abondantes ou absentes). L'écorce a longtemps servi au tannage des cuirs.
Il est déconseillé de planter un chêne rouge près des habitations car ses racines très puissantes peuvent soulever des revêtements assez épais. Il est toutefois assez utilisé comme arbre d'alignement.
Sur sol hydromorphe, il est préférable de planter le chêne des marais qui lui ressemble et supporte mieux une plus grande humidité. 

## Espèce envahissante en Europe
L'utilisation de Quercus rubra en sylviculture est de plus en plus déconseillée dans les forêts tempérées européennes. Sa reproduction est abondante et précoce : il produit de nombreux glands dès l'âge de 20 ans. Il se montre ainsi particulièrement envahissant en se substituant aux populations de Chênes autochtones tout en détériorant les sols. En effet, sa présence s'accompagne d'une forte dégradation de la diversité du microbiome indigène et entraîne un développement accru de bactéries et champignons envahissants.

## Variétés
- Quercus rubra L. var. ambigua (Gray) Fern.
- Quercus rubra L. var. borealis (Michaux f.) Farwell
- Quercus rubra L. var. rubra

Synonyme : Quercus borealis Michx